# 아레나 콤버타레
아레나 콤버타레(알바니아어: Arena Kombëtare, 또는 후원사의 이름을 딴 에어 알바니아 스타디움)는 알바니아 티라나에 위치한 다목적 축구 경기장이다. 과거 스타디우미 체말 스타파 부지에 지어졌으며, 현재 알바니아 축구 국가대표팀의 홈 구장으로 사용되고 있다. 수용 인원은 22,500명으로, 알바니아에서 가장 큰 경기장이다.
이 경기장은 경기장의 건설, 관리 및 유지를 목적으로 설립된 자회사인 Shoqëria Sportive Kuq e Zi Sh.A를 통해 알바니아 축구 협회(FSHF) 및 알바니아 국가가 소유하고 있다.
2022년 5월, 이 경기장에서 AS 로마와 페예노르트 로테르담 간의 첫 2022 UEFA 유로파컨퍼런스리그 결승전이 개최되었다.